# Thomas Piketty
Thomas Piketty (Clichy, 1971. május 7. –) francia közgazdász, az École des hautes études en sciences sociales közgazdászprofesszora, a Párizsi Közgazdasági Iskola (PSE) társelnöke és a London School of Economics (LSE) Nemzetközi Egyenlőtlenségi Intézetének közgazdászprofesszora.
Piketty munkássága a közgazdaságtanra, különösen a jövedelmi és vagyoni egyenlőtlenségekre összpontosít. Ő a szerzője a A tőke a 21. században (Le capital au XXIe siècle, 2013) című bestseller könyvnek, amely a vagyonkoncentrációval és -elosztással kapcsolatos, amely az elmúlt 250 év vagyonkoncentrációjával és -elosztásával kapcsolatos munkájának témáit hangsúlyozza. A könyv szerint a fejlett országokban a tőke megtérülési rátája tartósan nagyobb, mint a gazdasági növekedés üteme, és ez a jövőben a vagyoni egyenlőtlenségek növekedéséhez vezet. Piketty az oktatási rendszerek javítását javasolja, és a tudás, a készségek és a termelékenységről alkotott elképzelések elterjedését tartja a fő mechanizmusnak, amely az egyenlőtlenségek csökkenéséhez vezet. 2019-ben jelent meg Tőke és ideológia (Capital et Idéologie) című könyve, amely a különböző történelmi társadalmak jövedelmi egyenlőtlenségeivel foglalkozik. A 2022-es Une brève histoire de l'égalité (Az egyenlőség rövid története) című könyve sokkal rövidebb, a vagyon újraelosztásáról szóló könyv, amelyet a közgazdászok helyett a polgárok célközönségének szán.

## Fiatalkora és tanulmányai
Piketty a párizsi Hauts-de-Seine-i Clichy külvárosában született. Szülei részt vettek egy trockista csoportban és az 1968. májusi párizsi tüntetéseken, de még Piketty születése előtt eltávolodtak ettől a politikai állásponttól. Egy 1991-es szovjetunióbeli látogatás elég volt ahhoz, hogy szilárdan „higgyen a kapitalizmusban, a magántulajdonban és a piacban”.
Piketty C-osztályos (tudományos) érettségit szerzett, és miután tudományos előkészítő osztályokba járt, 18 évesen belépett az École normale supérieure (ENS) főiskolára, ahol matematikát és közgazdaságtant tanult. Piketty 22 évesen doktorált a vagyon újraelosztásáról szóló dolgozatával, amelyet az LSE-n és az EHESS-en írt Roger Guesnerie vezetésével, és amellyel elnyerte a Francia Közgazdasági Társaság az év legjobb dolgozatának járó díját. Az LSE-n találkozott először Daron Acemoğluval is, aki akkoriban szintén PhD-hallgató volt.

## Pályája
Doktori címének megszerzése után Piketty 1993 és 1995 között a Massachusetts Institute of Technology közgazdasági tanszékének adjunktusaként tanított. 1995-ben a Francia Nemzeti Tudományos Kutatási Központ (CNRS) kutatója lett, majd 2000-ben az EHESS professzora (directeur d'études).
2002-ben elnyerte a legjobb fiatal francia közgazdásznak járó díjat, és egy 2003. november 11-i lista szerint tagja a Michel Rocard és Dominique Strauss-Kahn által alapított À gauche, en Europe egyesület tudományos irányító testületének.
2006-ban Piketty lett a PSE első vezetője, amelynek megszervezésében segédkezett. Néhány hónap után távozott, hogy a 2007-es francia elnökválasztáson a Szocialista Párt jelöltjének, Ségolène Royalnak a gazdasági tanácsadója legyen. Piketty 2007-ben kezdett újra tanítani az EHESS-en és a PSE-n.
A Libération című francia balközép újság rovatvezetője, és rendszeresen ír véleménycikkeket a Le Monde című baloldali lapba.
2012 áprilisában Piketty 42 kollégájával együtt társszerzőként nyílt levelet írt François Hollande, a szocialista párt akkori francia elnökjelöltjének támogatására. Hollande az év májusában nyerte meg a versenyt a hivatalban lévő Nicolas Sarkozy ellen. Piketty nem volt elragadtatva Hollande hivatali idejétől, később „reménytelennek” nevezte őt.
2013-ban Piketty nyerte el a kétévente odaítélt Yrjö Jahnsson-díjat, amelyet a 45 év alatti közgazdásznak ítélnek oda, aki „olyan elméleti és alkalmazott kutatási eredményeket ért el, amelyek jelentősek az európai közgazdaságtan tanulmányozásában”.
2015 januárjában visszautasította a francia Becsületrend kitüntetést, kijelentve, hogy azért utasította el a jelölést, mert szerinte nem a kormány feladata eldönteni, hogy ki a tiszteletreméltó.
2015. szeptember 27-én bejelentették, hogy kinevezték a brit Munkáspárt gazdasági tanácsadó bizottságába, amelyet John McDonnell árnyékkancellár hívott össze, és amely Jeremy Corbyn munkáspárti vezetőnek jelent. Piketty kinevezése, aki korábban Lord Woodnak, a Munkáspárt korábbi vezetőjének, Ed Milibandnek a legfontosabb politikai tanácsadónak azt tanácsolta, hogy az adókulcsokat 50% fölé lehet emelni az egymillió font feletti jövedelmek esetében anélkül, hogy ez hatással lenne a gazdaságra, a Munkáspárt vezetése sajátos puccsának tekintették a mainstream kiadói világban elért átütő sikere miatt. A kinevezéssel kapcsolatban kijelentette, hogy nagyon örül, hogy részt vehet és segíthet a Munkáspártnak egy olyan gazdaságpolitika kialakításában, amely segít kezelni az Egyesült Királyságban élő emberek előtt álló legnagyobb problémákat, és hogy a Munkáspárt számára ragyogó lehetőség kínálkozik egy friss és új politikai gazdaságpolitika kialakítására, amely leleplezi a megszorításokat, mint azok kudarcát az Egyesült Királyságban és Európában, bár a hírek szerint nem volt jelen az első találkozón. 2016 júniusában lemondott a Munkáspárt gazdasági tanácsadó bizottságában betöltött szerepéről, arra hivatkozva, hogy aggályai vannak a párt gyenge kampánya miatt, amelyet az uniós népszavazáson folytatott.
2015. október 2-án Piketty tiszteletbeli doktori címet kapott a Johannesburgi Egyetemtől, 2015. október 3-án pedig megtartotta a 13. éves Nelson Mandela-előadást a Johannesburgi Egyetemen.
Pikettyt 2015-ben az Amerikai Filozófiai Társaság nemzetközi tagjává is megválasztották. Piketty 2015-ben csatlakozott az LSE-hez, mint kiváló centenáriumi professzor. Piketty az LSE Nemzetközi Egyenlőtlenségi Intézetének részeként folytatja kutatásait. Közgazdasági kutatásai főként a vagyoni egyenlőtlenségekre és a tőkehasználatra összpontosítanak a 21. században. Piketty régóta kötődik az LSE-hez, doktori tanulmányait az 1990-es évek elején végezte az egyetemen.
2017. február 11-én bejelentették, hogy csatlakozott a Parti Socialiste kampánycsapatához, és Benoît Hamon tanácsadója lett az elnökválasztási kampányban. Az uniós ügyekért, pontosabban a költségvetési stabilitási szerződésért (vagy TSCG), míg Julia Cagé a jelölt gazdasági és költségvetési platformjáért felelt. Piketty annak a véleményének adott hangot, hogy a TSCG-t újra kellene tárgyalni, hogy az EU parlamentjeinek tagjaiból álló euróövezeti közgyűlést vezessenek be – szerinte egy „demokratikus kormányt”, szemben a jelenlegi rendszerrel, amelyet ő „huis clos”-nak (zártkörű, zárt ajtók mögött zajló megbeszélésnek, zártkörű in camera megállapodásnak) tekint. Egy ilyen változtatáshoz jelenleg az EU összes tagjának egyhangú jóváhagyására lenne szükség, és Piketty azt javasolta, hogy a szabályok megváltoztatására lehet szükség, mondván, hogy ha az EU lakosságának vagy GDP-jének 80%-át képviselő országok ratifikálnak egy szerződést, akkor azt jóvá kell hagyni. Ő is támogatja a „hiteles és merész alapjövedelmet”, amely Benoît Hamon egyik legfontosabb javaslata, bár a két politikus nézetei eltérnek a kérdésben. A felhívást, amelyben Piketty és más gazdaságkutatók az alapjövedelem saját verziója mellett érvelnek, kritika érte, hogy nem „egyetemes”, amire a blogján válaszolt.
Kutatásai mellett Piketty posztgraduális hallgatókat is tanít az LSE-n. Oktatási és kutatási megközelítése interdiszciplináris, és részt vett az LSE új, egyenlőtlenségek és társadalomtudományok MSc szakának oktatásában.
Piketty továbbra is úgy szólítja meg a „la gauche”-t, mintha vezetői pozícióból beszélne. Utasította a Nouveau Front Populaire-t, amely 2024-ben Emmanuel Macron félelmei következtében születik meg, hogy írja le azt az alternatív gazdasági rendszert, amelyre törekszik.

## Kutatás
Piketty a gazdasági egyenlőtlenségekre specializálódott, történelmi és statisztikai megközelítésben. Munkája a tőkefelhalmozás ütemét vizsgálja a gazdasági növekedéshez viszonyítva a tizenkilencedik századtól napjainkig tartó kétszáz év alatt. Az adónyilvántartások újszerű felhasználása lehetővé tette számára, hogy adatokat gyűjtsön a korábban kevéssé vizsgált gazdasági elit legfelsőbb rétegeiről, és megállapítsa a vagyonfelhalmozás mértékét, valamint azt, hogy ez hogyan viszonyul a társadalom és a gazdaság többi részéhez. A 2013-ban megjelent Le Capital au XXIe siècle (A tőke a XXI. században) című könyve 250 évre visszamenőleg visszanyúló gazdasági adatokra támaszkodva mutatja be, hogy a vagyon egyre növekvő koncentrációja nem önkorrigáló. A probléma megoldására a vagyon progresszív globális megadóztatása révén történő újraelosztást javasol.

### A hosszú távú gazdasági egyenlőtlenségek vizsgálata
A franciaországi magas jövedelmekről szóló kutatási projekt eredményeként született meg a Les hauts revenus en France au XXe siècle (Magas jövedelmek Franciaországban a XX. században, Grasset, 2001) című könyv, amely a 20. század egészére kiterjedő, az adóhivatalok adataiból (különösen a jövedelemadó-bevallásokból) összeállított statisztikai adatsorok felmérésén alapult. Ezt az elemzést kiterjesztette a Le Capital au XXIe siècle (A tőke a XXI. században) című, rendkívül népszerű könyvében. Emmanuel Saez és Piketty tanulmánya kimutatta, hogy a keresők felső 10 százaléka 2012-ben az ország összjövedelmének több mint felét szerezte meg, ami a legmagasabb szint, amit azóta regisztráltak, hogy a kormány egy évszázaddal ezelőtt elkezdte gyűjteni a vonatkozó adatokat.

### Felmérés az egyenlőtlenségek alakulásáról Franciaországban
Piketty munkája azt mutatja, hogy a kereseti különbségek a 20. század folyamán Franciaországban jelentősen csökkentek, főként a második világháború után. Azt állítja, hogy ez a vagyoni egyenlőtlenségek csökkenésének volt köszönhető, miközben a bérkülönbségek stabilak maradtak. Az egyenlőtlenségek csökkenése ebben az időszakban Piketty szerint a háború utáni erősen progresszív jövedelemadónak volt köszönhető, amely felborította a vagyonfelhalmozás dinamikáját azáltal, hogy csökkentette a leggazdagabbak megtakarításokra fordítható többletpénzét.
A Piketty által levont normatív következtetés az, hogy az adócsökkentés és ezáltal a gazdagok társadalmi hozzájárulásának csökkenése, ami Franciaországban az 1990-es évek vége óta zajlik, segíteni fogja a bérlők osztályának korábbi nagy vagyonának újjáépítését. Ez a tendencia az általa patrimoniális kapitalizmusnak nevezett jelenség felemelkedéséhez fog vezetni, amelyben néhány család ellenőrzi a vagyon nagy részét.
Egy statisztikai felmérés segítségével Piketty azt is kimutatta, hogy a Laffer-hatás, amely szerint a felső jövedelmekre kivetett magas marginális adókulcsok arra ösztönzik a gazdagokat, hogy kevesebbet dolgozzanak, Franciaország esetében valószínűleg elhanyagolható.

### Összehasonlító munka
Piketty összehasonlító munkát végzett más fejlett országok egyenlőtlenségeiről. Más közgazdászokkal, különösen Emmanuel Saezzel együttműködve statisztikai sorozatot épített fel, amely a Franciaországgal kapcsolatos tanulmányaiban használt hasonló módszerre épül. E kutatások eredményeképpen jelentéseket készített az egyenlőtlenségek alakulásáról az Egyesült Államokban, valamint az angolszász nyelvterület és a kontinentális Európa gazdasági dinamikájáról. Saez ezért a munkájáért elnyerte a rangos John Bates Clark-díjat.
A felmérések szerint a második világháborút követően, miután kezdetben a kontinentális Európához hasonlóan csökkentek a gazdasági egyenlőtlenségek, az angol nyelvű országokban az elmúlt harminc évben az egyenlőtlenségek növekedtek.

### A Kuznets-görbe kritikája
Piketty munkáját Simon Kuznets 1950-es években végzett úttörő munkájának kritikai folytatásaként vitatták meg. Kuznets szerint a jövedelmi egyenlőtlenségek hosszú távú alakulása görbe alakú (Kuznets-görbe). A növekedés az ipari forradalom kezdetén kezdődött, és később lelassult, mivel a munkaerő az alacsony termelékenységű ágazatokból, mint például a mezőgazdaság, átcsoportosult a magasabb termelékenységű ágazatokba, mint például az ipar.
Piketty szerint a Kuznets által az 1950-es évek elején megfigyelt tendencia nem feltétlenül mély gazdasági erők (pl. ágazati átgyűrűzés vagy a technológiai fejlődés hatásai) terméke. Ehelyett inkább a vagyonértékek, nem pedig a bérkülönbségek csökkentek, méghozzá nem kifejezetten gazdasági okok miatt (például a jövedelemadó bevezetése). Következésképpen a csökkenés nem feltétlenül folytatódna, sőt, az egyenlőtlenségek az elmúlt harminc évben meredeken nőttek az Egyesült Államokban, és visszatértek az 1930-as évekbeli szintjükre.

### Egyéb munkák
E felmérések mellett, amelyek munkásságának magját alkotják, Piketty más területeken is publikált, gyakran a gazdasági egyenlőtlenségekhez kapcsolódóan. Az iskolákkal kapcsolatos munkája például azt a tételt állítja, hogy a különböző iskolák közötti egyenlőtlenségek, különösen az osztályok mérete, okai a bérek és a gazdaság egyenlőtlenségeinek fennmaradásának. A francia nyugdíjrendszer és a francia adórendszer módosítására vonatkozó javaslatokat is közzétett. Egy 2018-as tanulmányában Piketty felvetette, hogy az egész nyugati világban a bal- és a jobboldali politikai pártokat egyaránt az „elitek” foglyul ejtették, és ennek leírására a Brahmin Left, illetve a Merchant Right (kereskedő jobboldal) kifejezést használta. Piketty szerint a nyugati baloldali pártok elvesztették a munkásosztálybeli szavazókat, és most a magasan képzett szavazók dominálnak.

### A tőke a huszonegyedik században
A 2013-ban megjelent Le capital au XXIe siècle (A tőke a 21. században) című könyv a 18. század óta Európában és az Egyesült Államokban tapasztalható vagyoni és jövedelmi egyenlőtlenségekre összpontosít. A könyv központi tézise az, hogy az egyenlőtlenség nem véletlen, hanem a kapitalizmus egyik jellemzője, amely csak állami beavatkozással fordítható vissza. A könyv tehát azt állítja, hogy ha a kapitalizmust nem reformáljuk meg, akkor maga a demokratikus rend kerül veszélybe. A könyv 2014. május 18-tól a The New York Times bestsellerlistájának első helyét foglalta el a keményfedeles tényirodalmi könyvek listáján. Piketty felajánlott egy „lehetséges megoldást: egy globális vagyonadót”.
E könyvéért 2014-ben megkapta a British Academy Medal kitüntetést.

### Tőke és ideológia
A 2019-ben megjelent Capital et Idéologie (Tőke és ideológia) című könyv az A tőke a 21. században című könyv folytatása a jövedelem és a vagyon egyenlőtlenségének témájában. Azt állítja, hogy meg kell vizsgálni azokat az ideológiai rendszereket, amelyek megpróbálták igazolni az egyenlőtlenség különböző intézményi konfigurációkra jellemző formáit, és azt, hogy ezek hogyan hatottak – az adó- és gazdaságpolitikán keresztül – a vagyon és a jövedelem elosztására. Piketty szerint az egyenlőtlenség védelmében különböző ideológiák alakulnak ki, és a vagyon elvonása ezen ideológiák fenntartására irányul; a magasabb életszínvonal azonban nem a tulajdonjog szakralizálásából, hanem társadalmi tiltakozásokból származott. A könyv jelentős anyagot tartalmaz a vagyoni és jövedelmi egyenlőtlenségek csökkentésére irányuló javaslatokról, például a vagyonadóról, valamint az ilyen adó- és gazdaságpolitikák ideológiai támogatásának fenntartásáról. Ez a mű kedvező fogadtatásra talált, de egyes kritikusok túlságosan homályosnak tartották Piketty munkáját. Nicolas Brisset különösen az „ideológia” és a „kapitalizmus” meghatározását és elemzését kritizálta, mivel azok túlságosan gyengék. A Cleveland Review of Books dicsérte a könyvet, mondván, hogy „történelmi, politikai és filozófiai elemzést használ fel, hogy átfogó és részletes beszámolót adjon arról az ideológiai kontextusról, amely az általa »egyenlőtlenségi rezsimeknek« nevezett rendszerek fenntartása mögött áll”.

### Az egyenlőség rövid története
A 2022-es Une brève histoire de l'égalité (Az egyenlőség rövid története) című, jóval rövidebb, a vagyon újraelosztásáról szóló könyve, amelyet nem közgazdászok, hanem polgárok célközönségének szánt, és amelyben az egyenlőség történetét követte nyomon 1780-tól 2020-ig. 2022 augusztusában Piketty interjút adott a könyvről a New Books Network nek.

## Magánélete
Piketty Aurélie Filippetti politikus élettársa volt. 2009-ben családon belüli erőszak miatt feljelentést tett a rendőrségen Piketty ellen; később visszavonta a feljelentést, miután a férfi elismerte a családon belüli erőszak tényét. Ráadásul később, 2022-ben bűnösnek találták a nő ellen elkövetett rágalmazásban.
Házasságban él Julia Cagé közgazdász kolléganőjével.

## Személyes véleménye
2023 novemberében Piketty a magánrepülőgépek betiltására szólított fel az éghajlatváltozás elleni küzdelem érdekében, és progresszív szén-dioxid-adó bevezetését szorgalmazta, válaszul arra a jelentésre, amely kiemelte, hogy a leggazdagabb 1%-nak aránytalanul nagy a szén-dioxid-kibocsátása.

## Válogatott munkák és publikációk
- Les hauts revenus face aux modifications des taux marginaux supérieurs de l'impôt sur le revenu en France, 1970–1996 (Document de Travail du CEPREMAP, n° 9812, July 1998)
- Inégalités économiques: report to the Counsel of Economic Analysis (14 June 2001) with Tony Atkinson, Michel Godet(wd) and Lucile Olier
- Les hauts revenus en France au XXème siècle, Inégalités et redistribution, 1901–1998 (ed. Grasset, September 2001)
- Fiscalité et redistribution sociale dans la France du XXe siècle (October 2001)
- L'économie des inégalités (ed. La Découverte, April 2004)
- Vive la gauche américaine ! : Chroniques 1998–2004 (Éditions de l'Aube, September 2004)
- Pour un nouveau système de retraite : Des comptes individuels de cotisations financés par répartition (Éditions Rue d'Ulm/CEPREMAP, 2008) with Antoine Bozio
- On the Long run evolution of inheritance. France, 1820–2050 (PSE Working Paper, 2010)
- Pour une révolution fiscale (ed. Le Seuil, 2011) with Emmanuel Saez and Camille Landais
- Peut-on sauver l'Europe ? Chroniques 2004–2012 (Les Liens qui Libèrent, 2012)
- Le Capital au XXIe siècle (Seuil, 2013)
- Capital et idéologie (Seuil, 2019)[83]
- Une brève histoire de l'égalité, Paris: Ed. du Seuil, 2021, 350p.
- Vers le socialisme écologique: Chroniques 2020-2024 (Seuil, 2024)[84]

### Magyarul megjelent
- A tőke a 21. században (Le capital au XXIe siècle) – Kossuth, Budapest, 2015 · ISBN 9789630981910 · Fordította: Balogh-Sárközy Zsuzsanna
- Az egyenlőség rövid története (Une brève histoire de l'égalité) – Corvina, Budapest, 2024 · ISBN 9789631369472 · Fordította: Fáber András

## Fordítás
- Ez a szócikk részben vagy egészben  a   Thomas Piketty című angol Wikipédia-szócikk fordításán alapul.  Az eredeti cikk szerkesztőit annak laptörténete sorolja fel. Ez a jelzés csupán a megfogalmazás eredetét és a szerzői jogokat jelzi, nem szolgál a cikkben szereplő információk forrásmegjelöléseként.